# Портрет Изабеллы Роусторн, стоящей на улице в Сохо
«Портрет Изабеллы Роусторн, стоящей на улице в Сохо» (англ. Portrait of Isabel Rawsthorne Standing in a Street in Soho) — картина британского художника ирландского происхождения Фрэнсиса Бэкона, созданная в 1967 году. Она была выполнена маслом на холсте и ныне хранится в Старой национальной галерее (Берлин). Картина была описана искусствоведом Джоном Расселлом одной из лучших работ Бэкона. На полотне изображена Изабель Роусторн, художница, дизайнер, иногда игравшей роль модели для таких художников, как Андре Дерен, Альберто Джакометти и Пабло Пикассо.

## История
Фрэнсис Бэкон познакомился с Изабель Роусторн в конце 1940-х годов через арт-дилера Эрику Браузен, которая выставляла обоих художников в своей Ганноверской галерее в Лондоне. Он изображал Роусторн много раз, в том числе написав три крупномасштабных холста и три триптиха в 1960-х годах, а также около 15 небольших портретов. Она имела славу великолепной красавицы с поразительными чертами лица, обладавшей грозным характером. Она очаровала Бэкона и была, возможно, другом, которого он уважал больше всего в 1960-х годах. По словам биографа художника Майкла Пеппиата «в своём животном изобилии и решительном чувстве своей индивидуальности … она обладала магнетизмом и подвижностью выражения, которые пленили Бэкона». Хотя художник был хорошо известен как гей, в интервью вскоре после смерти Роусторн в январе 1992 года, Бэкон намекнул, что у них недавно был роман.

## Описание
Картины Бэкона 1960-х годов отличаются близко смоделированными головами. В этот период своей жизни он был очень общителен и любил проводить долгие вечера со своими единомышленниками, такими как Люсьен Фрейд (позже они поссорились по необъяснимым причинам), Питер О'Тул, Джордж Мелли, Мюриел Белчер, Джон Дикин и Генриетта Мораес. Белчер также была его близким другом и владельцем очень популярного паба «Colony Room Club» на улице Дин-стрит, в лондонском квартале Сохо.
Сохранившиеся портреты Роусторн были необычны для Бэкона, который преимущественно рисовал свои человеческие фигуры в комнатах, а она изображалась на открытых пространствах. После 1950-х годов, и помимо его серии, посвящённой корриде, «Портрет Изабеллы Роусторн, стоящей на улице в Сохо» является одним из немногих примеров изображения человека на открытом воздухе. Кроме того, этот портрет входит в число немногих произведений Бэкон, где его субъект осознаёт и взаимодействует с окружающим его миром.